# Stade de DUC Dakar
Le stade de DUC Dakar est un stade de football sénégalais situé dans la ville de Dakar, la capitale du pays. Le stade, doté d'une capacité de 2 000 places, est l'enceinte à domicile du club de football du Dakar Université Club.